# Miguel Chaiwa
Miguel Changa Chaiwa (* 7. Juni 2004 in Luanshya) ist ein  sambischer Fussballspieler. Er spielt in Schottland bei Hibernian Edinburgh im defensiven Mittelfeld.

## Karriere

### Vereine
Miguel Chaiwa wurde vom Verein seines sambischen Geburtsortes Luanshya, dem Shamuel FC, ausgebildet.
Mitte 2022 wechselte er in die Schweiz zu den Berner Young Boys (YB), wo er einen Vierjahresvertrag unterzeichnete. Chaiwa debütierte bei YB am 21. Juli 2022 beim 1:0-Auswärtssieg im Qualifikationsspiel der UEFA Europa Conference League 2022/23 gegen den FK Liepāja, als er in der 85. Minute für Alexandre Jankewitz eingewechselt wurde. Seinen ersten Einsatz in der Super League 2022/23 hatte er am 24. Juli 2022 beim 3:0-Auswärtssieg gegen den FC Sion, als er in der 86. Minute für Lewin Blum ins Spiel kam, und sein erstes Tor für YB erzielte er am 21. August 2022 zum 5:0 beim 10:1-Auswärtssieg im Schweizer Cup gegen den sechstklassigen FC Schoenberg. Mit dem 5:1-Heimsieg gegen den FC Luzern am 30. April 2023 sicherte sich der BSC Young Boys in der Saison 2022/23 vorzeitig seinen 16. Meistertitel und gewann Chaiwa damit gleich in seiner ersten Saison mit dem Team seinen ersten Titel.
Am 14. Februar 2024 wurde Chaiwa für den Rest der Saison an den FC Schaffhausen ausgeliehen. Auf die Saison 2024/25 hin kehrte er zu den Young Boys zurück und stand am ersten Spieltag bei der 1:2-Heimniederlage gegen den FC Sion am 21. Juli 2024 in der Startelf. In den folgenden sechs Spieltagen stand er zwei weitere Male in der Startelf, wurde drei Mal eingewechselt und sass ein Mal, ohne eingesetzt zu werden, auf der Bank. Danach war er mit der sambischen Fussballnationalmannschaft im Afrika-Cup beschäftigt und verletzte sich dort so, dass er bis auf weiteres keine Spiele mehr mit YB bestreiten kann.
Chaiwa wechselte im August 2025 für eine nicht genannte Ablösesumme zum schottischen Erstligisten Hibernian Edinburgh und erhielt einen Dreijahresvertrag mit der Option auf weitere zwölf Monate.

### Nationalmannschaften
Chaiwa absolvierte 2019 und 2020 einige Spiele in der sambischen U-17-Fussballnationalmannschaft. Am 18. März 2022 kam er bei der 1:3-Auswärtsniederlage im Freundschaftsspiel gegen den Irak in der Startelf zu seinem ersten Länderspieleinsatz für die sambische Fussballnationalmannschaft. Am 11. Oktober 2024 erlitt er in der Qualifikation für den Afrika-Cup beim 0:0 im Heimspiel gegen den Tschad bei einem Foul mehrere Bänderverletzungen im rechten Sprunggelenk und wird monatelang pausieren müssen.